# Orgellandschaft Ostfriesland

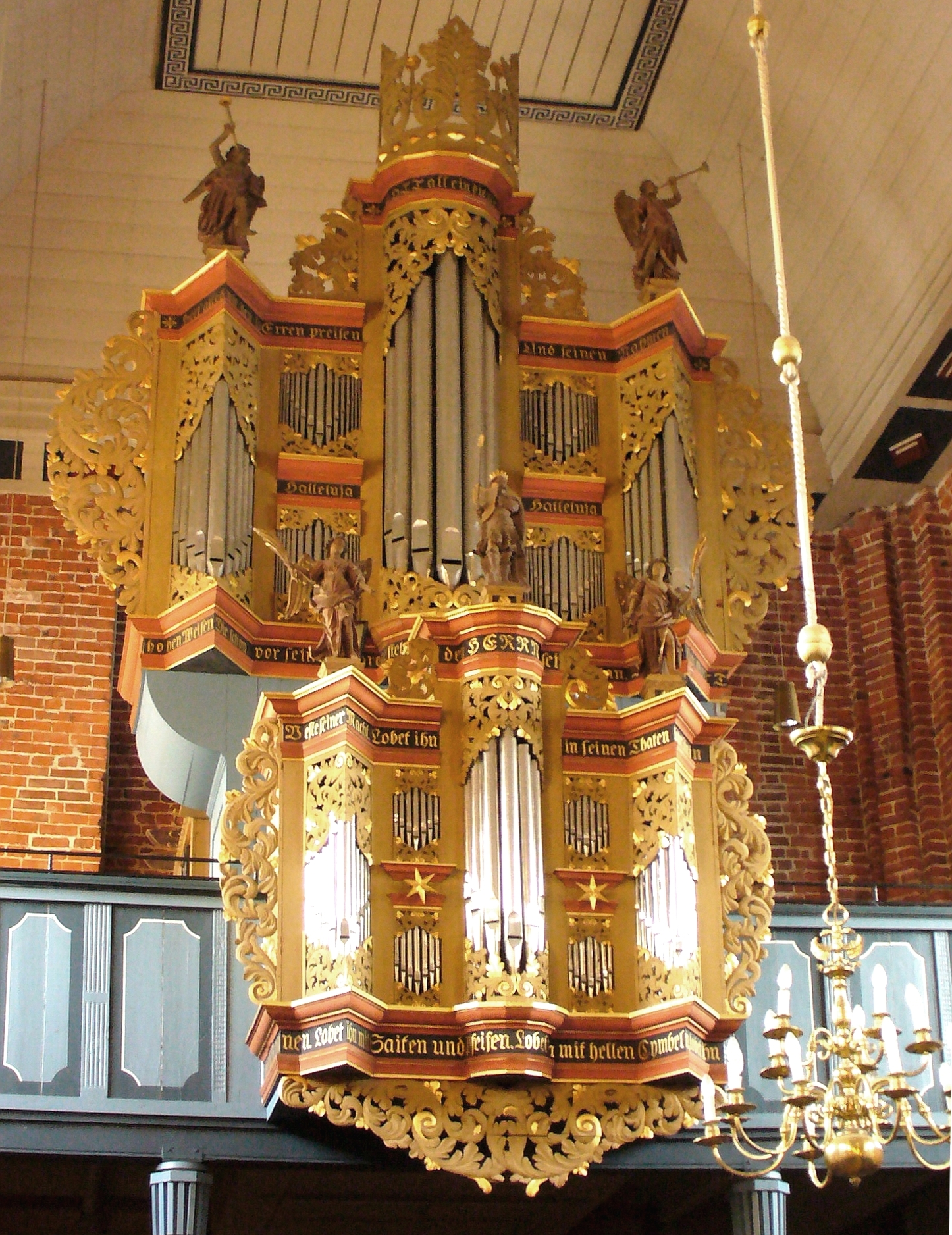
Holy-Orgel in Marienhafe

Die Orgellandschaft Ostfriesland ist mit mehr als 90 bedeutenden Orgeln aus sechs Jahrhunderten eine der reichsten Orgellandschaften der Welt. Der Begriff Orgellandschaft allein nimmt Bezug auf die historisch bedingten regionalen Eigenheiten der Orgeln. 60 der ostfriesischen Orgeln stammen aus der Zeit vor 1850. Hinzu kommen 15 historische Prospekte, hinter denen neue Werke eingebaut sind. Während im 15. und 16. Jahrhundert der niederländische Orgelbau für Ostfriesland prägend war, traten im 17. und 18. Jahrhundert Einflüsse aus Hamburg und Westfalen hinzu. Der ostfriesische Orgelbau im 19. Jahrhundert war bis etwa 1870 konservativ ausgerichtet und schuf Instrumente nach barocken Bauprinzipien. Da zwischen 1870 und 1950 verhältnismäßig wenig neue Orgelwerke gebaut wurden, blieben viele historische Instrumente erhalten. Fast alle Originalinstrumente wurden in den letzten 50 Jahren in vorbildlicher Weise restauriert, sodass sie in der Klanggestalt wieder ihrem Ursprung nahekommen und weltweit Impulse für Restaurierungspraxis und Orgelbau gegeben haben. In den vergangenen Jahrzehnten wurde in zunehmendem Maß der Wert dieser Instrumente ins öffentliche Bewusstsein gerufen und die Orgellandschaft Ostfriesland Orgelbauern und Organisten aus aller Welt, aber auch einem breiten Publikum erschlossen.

## Geografische Verbreitung
In der Karte sind alle erhaltenen bedeutenden Orgeln Ostfrieslands eingetragen. Durch die Darstellung wird die hohe Dichte an historischen Werken illustriert, die in der Krummhörn eine besondere Konzentration aufweist. Die Farbe zeigt das Jahrhundert an, in dem das Instrument errichtet wurde, sofern der Grundbestand noch im Wesentlichen erhalten ist. Ist nur noch der Prospekt original, wird dies durch einen Ring dargestellt. Die Form des Zeichens gibt den Bedeutungsgrad an. Die Kategorien für die Einordnung sind dem grundlegenden Werk von Harald Vogel: Orgellandschaft Ostfriesland entnommen.
Unter Siehe auch finden sich Listen, die für jeden der Landkreise Ostfrieslands vollständige Übersichten aller Orgeln mit weiteren Informationen bieten.

## Geschichte

### Gotik
Als im Laufe der Gotik die Orgel zum Hauptinstrument in der christlichen Liturgie aufstieg, hielten Orgeln in vielen Kirchen Einzug. Schon für die spätgotische Zeit ist in Ostfriesland eine blühende Orgelkultur dokumentiert, die vor allem durch die Niederlande geprägt war, wo im 15. bis 17. Jahrhundert ein Zentrum des nordeuropäischen Orgelbaus lag. So sind allein in der Krummhörn zehn Orgelwerke aus der zweiten Hälfte des 15. Jahrhunderts nachweisbar, als Ostfriesland unter Ulrich I. eine Blütezeit erfuhr. Zu diesen ersten Orgeln zählt das Werk von Meister Thidricus de Dominis, das die Marienkirche in Marienhafe 1437 erhielt. Im Jahr 1480 erbaute Meister Hinrick für Emden ein Orgelwerk. Um 1500 besaßen bereits viele ostfriesische Klöster und Kirchen eine Orgel. Diese gotischen Instrumente waren sogenannte Blockwerke, bei denen die einzelnen Pfeifenreihen noch nicht separat bedient werden konnten, sondern immer das volle Werk erklang. Die Pfeifen wurden in der Regel aus gehämmertem Blei gefertigt und die Labien weisen die charakteristischen gotischen Spitzbögen auf. In der Regel wurden die Instrumente bis ins 17. Jahrhundert hinein mit reich bemalten Flügeltüren versehen. Diese verschließbaren Türen wurden aus künstlerischen, klanglichen und liturgischen, aber auch aus praktischen Gründen angebracht, um die Orgel vor Vogelkot und sonstigen Verschmutzungen zu schützen.

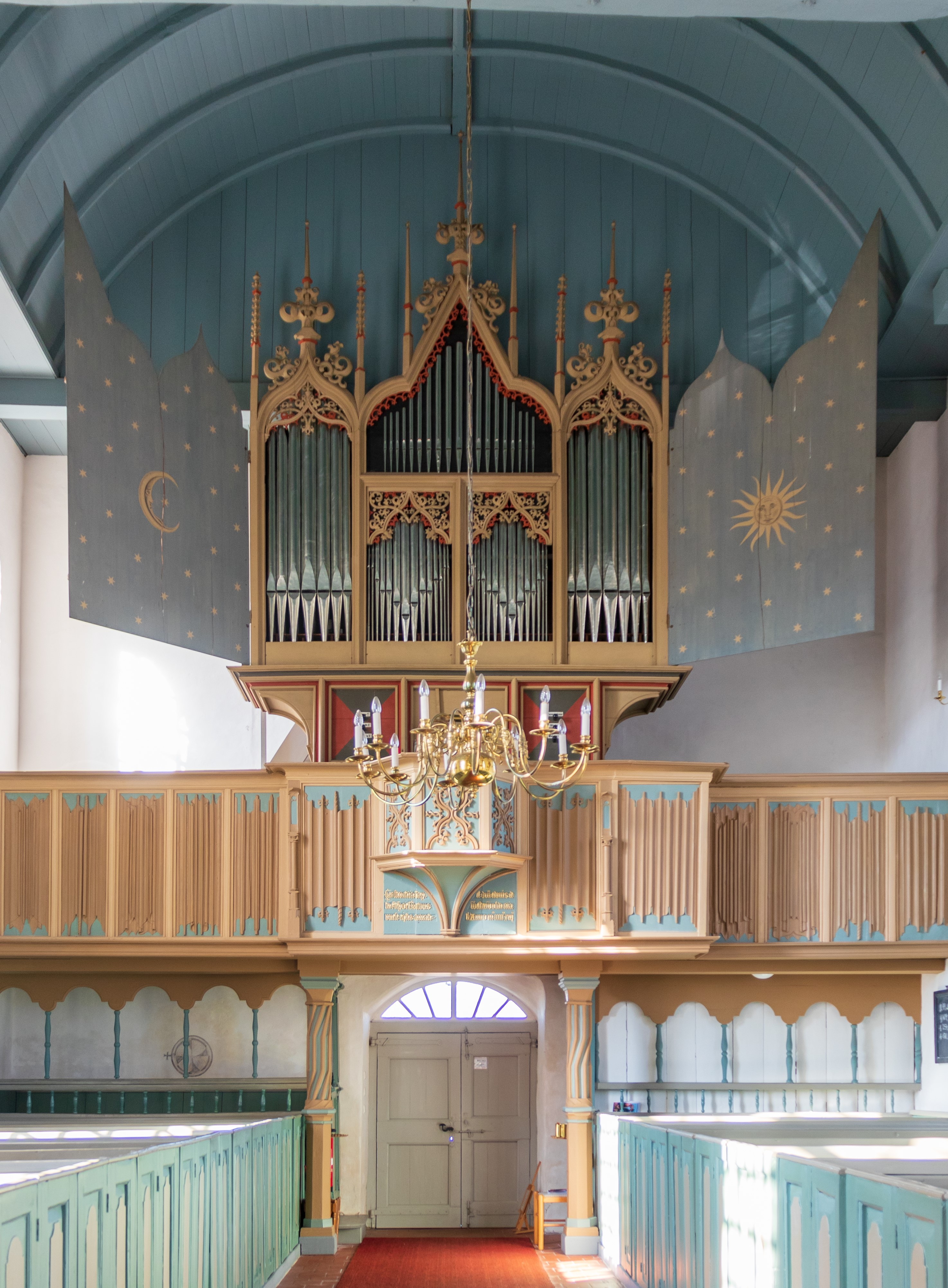
Orgel in Rysum

Eine dieser weltweit ältesten, noch in ihrem Grundbestand erhaltenen und bis heute spielbaren Orgeln steht in Rysum. Das Instrument wurde wahrscheinlich um das Jahr 1440 von Meister Harmannus aus Groningen gebaut, der auch mit der Orgel der Groninger Martinikerk (um 1450) in Verbindung gebracht wird. Die Rysumer bezahlten in Naturalien und baten den lokalen Häuptling Olde Imell schriftlich um Erlaubnis.

“datt se ere vette beeste aver de Eemse na Gröninghen muchten laten schepen, darmede se ere schulde muchten betalen to Gröningen, wegen des örgels, datt se daer hadden maken laten.”

„ihre fetten Rinder über die Ems nach Groningen überschiffen zu dürfen, um ihre Schulden in Groningen zu bezahlen, wegen der Orgel, die sie dort hatten anfertigen lassen.“

Ursprünglich ist dieses Instrument wahrscheinlich ein Blockwerk mit einem Tonumfang H–f2 für die mittlere bis hohe Tonlage (den Diskant) mit einem Basswerk gewesen, dessen Pfeifen im Prospekt mit den originalen Mensuren erhalten geblieben sind. Ein Hebel beim Spieltisch für diesen Prästanten zeugt noch von der Transformation des Blockwerks in ein Orgelwerk mit Schleifladen. Wahrscheinlich ist dieser Umbau ins Jahr 1513 zu datieren, denn die in die Empore eingefügte Organistenkanzel trägt diese Jahreszahl. Die Prinzipalregister aus gehämmertem Metall sind stärkstens bleihaltig und klingen ungewöhnlich dunkel und intensiv. Eindrucksvoll ist das Zusammenspiel von Orgel und Glocke, wie Harald Vogel es anhand der Redeuntes-Kompositionen aus dem Buxheimer Orgelbuch demonstriert hat. Bis dahin waren die langen orgelpunktartigen Haltetöne im Bass liturgisch nicht zu deuten. Durch den Einsatz der Glocke, die in Rysum mit der Tonhöhe der Orgel übereinstimmt, konnten diese Kompositionen musikalisch neu erschlossen werden. Das Gehäuse der Rysumer Orgel zeichnet sich durch kräftige Stollenprofile aus, wie es ganz ähnlich beim gotischen Untergehäuse in Westerhusen zu sehen ist. Die Pfeifenfelder mit ihren Schleierbrettern, den auslaufenden Spitzbögen und (rekonstruierten) bekrönenden Fialen weisen typisch spätgotische Kennzeichen auf.

### Spätrenaissance und Frühbarock

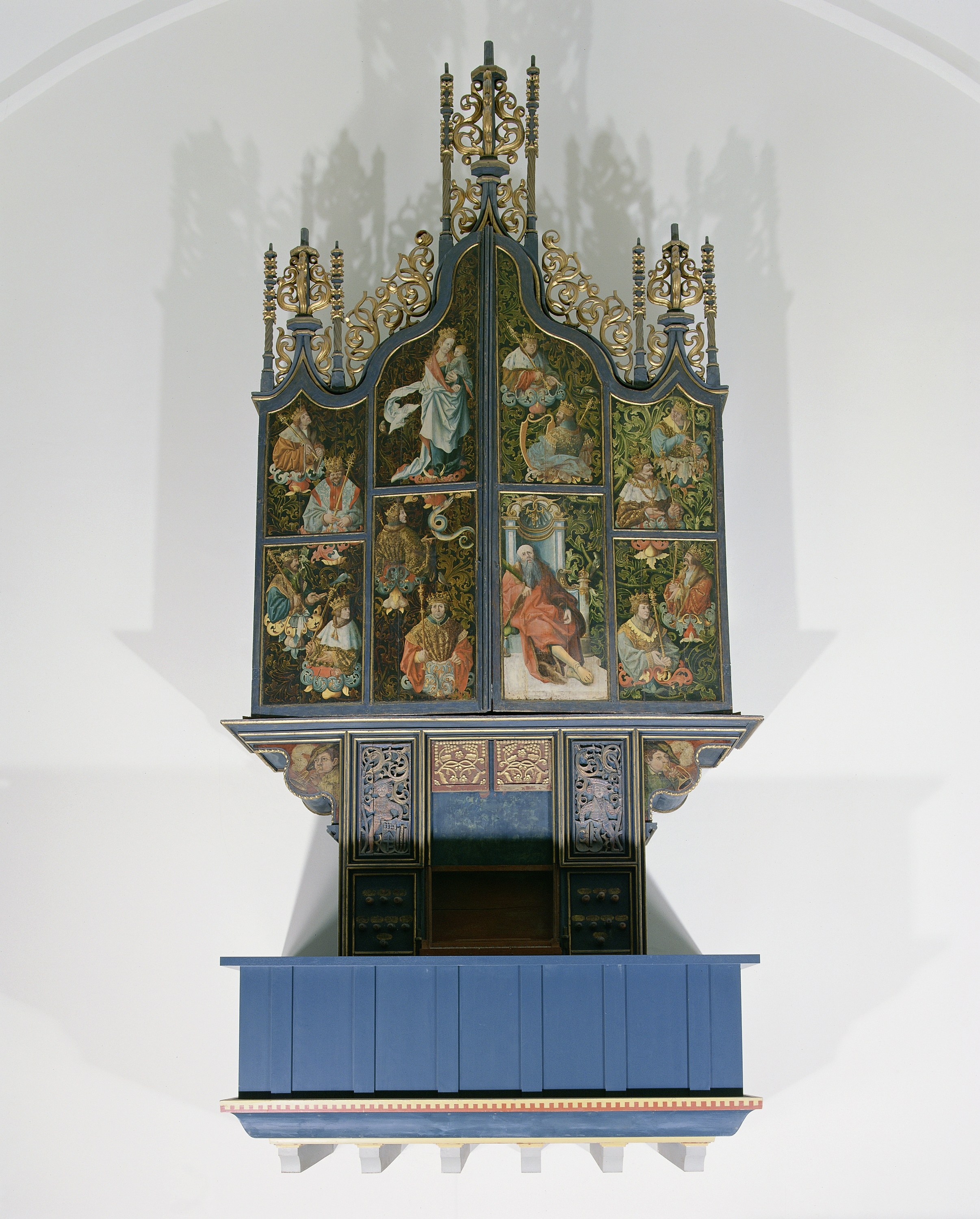
Orgel von Petrus von Emden für Scheemda (1526)

Im 16. und 17. Jahrhundert stand Ostfriesland unter dem Einfluss der niederländischen und hamburgischen Orgelkultur. Emden war im 16. Jahrhundert das Zentrum des ostfriesischen Orgelbaus. Petrus von Emden baute 1520 eine Orgel für Groothusen. Von Johannes Emedensis („von Emden“) ist bezeugt, dass er 1531 eine Orgel für Uphusen baute, von der noch die späteren Flügeltüren (1571) und Gehäusefüllungen erhalten sind. Der kunstvolle Prospekt seiner Orgel (1526) im niederländischen Scheemda mit seinen ziselierten Pfeifen befindet sich heute im Rijksmuseum Amsterdam. Religionsflüchtlinge reformierten Glaubens, die im Zuge des Achtzigjährigen Krieges aus den Niederlanden flohen und in Emden Aufnahme fanden, prägten im ausgehenden 16. und beginnenden 17. Jahrhundert auch den Orgelbau in Ostfriesland. Vom äußeren Aufbau her sind der zentrale polygonale Bassturm und zwei seitliche Spitztürme für die Pfeifen in Tenorlage kennzeichnend. Die hohen (und entsprechend kurzen) Pfeifen im Diskant sind dazwischen in zwei Flachfeldern angeordnet, die nicht selten doppelgeschossig angelegt sind. Wesentliches verdankt der Hamburger Prospekt diesem niederländischen Einfluss. Der ursprüngliche Umfang der Klaviaturen bei Instrumenten aus der Renaissance von FGA–g2a2 wurde im Laufe der Jahrhunderte auf den modernen Umfang ab C ausgeweitet. Kennzeichnend für den Renaissancestil sind zudem die Art des Schleierwerks über den Prospektpfeifen, die Bekrönungen auf den Pfeifentürmen und die durchlaufenden Spruchbänder. Hervorzuheben ist, dass bei vielen ostfriesischen Orgeln des 17. Jahrhunderts Pfeifenmaterial aus den Vorgängerinstrumenten des 16. Jahrhunderts wiederverwendet wurde. Mit dem aufkommenden Zeitalter des Barock wichen die Flügeltüren seitlichen Ohren aus Schleierwerk.
Die Orgel der Großen Kirche in Leer geht auf die Orgel aus dem Kloster Thedinga zurück, die wahrscheinlich der deutsch-niederländische Orgelbauer Andreas de Mare um 1570 gebaut hatte. Als Graf Enno III. im Jahr 1609 der reformierten Kirchengemeinde in Leer diese Orgel schenkte, baute Marten de Mare sie in ein Renaissanceinstrument für die alte Liudgeri-Kirche um. 1787 wurde die Orgel in die Große Kirche überführt und erfuhr im Laufe der Jahrhunderte mehrere Erweiterungen zu einer großen Stadtorgel, wobei der jeweilige Grundbestand im Wesentlichen erhalten blieb. Das innere Tragwerk des Hauptwerks stammt wahrscheinlich noch aus der de-Mare-Orgel, deren Proportionen sich noch im Prospekt widerspiegeln.
Der niederländische Orgelbauer Johannes Millensis baute die Orgel in Larrelt in den Jahren 1618 bis 1619 unter Verwendung älterer Register aus dem 16. Jahrhundert. In den Jahren 1848 bis 1855 wurde das Werk von Gerd Sieben Janssen eingreifend umgebaut, wobei etwa die Hälfte der alten Register wiederverwendet wurden. Die Orgel spiegelt den frühen niederländischen Einfluss auf den Orgelbau in Ostfriesland wider und gilt mit ihren alten Bleipfeifen zur Darstellung der vokal beeinflussten Polyphonie der Renaissance als besonders geeignet.

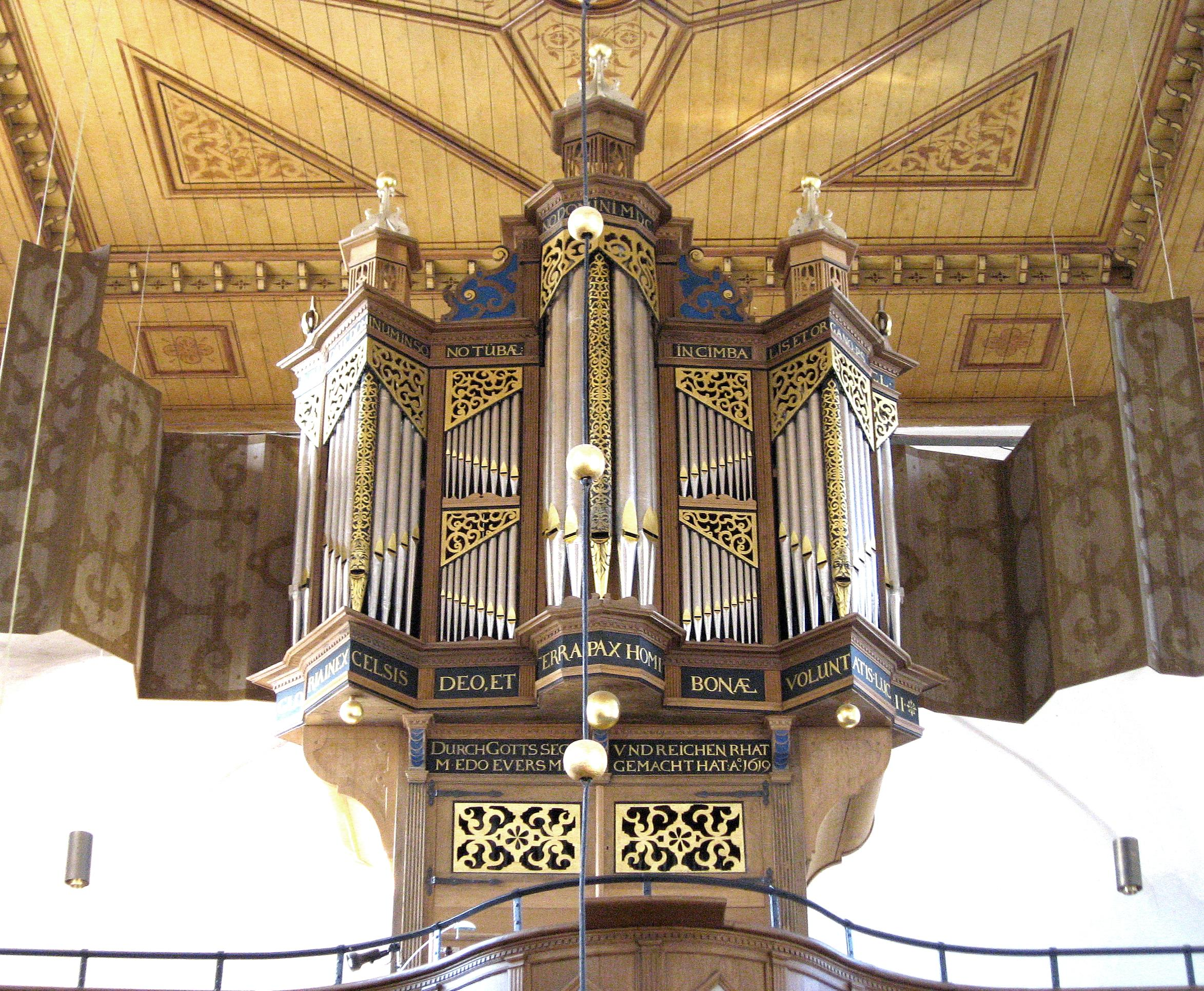
Orgel in Osteel

Die kostbare Spätrenaissance-Orgel in Osteel, die eine der besterhaltenen Renaissanceorgeln Norddeutschlands ist, stammt ebenfalls von einem deutsch-niederländischen Orgelbauer: Edo Evers aus Groningen. Evers verwendete für sein Werk aus dem Jahr 1619 Pfeifen und Teile des Gehäuses aus der alten Andreas-de-Mare-Orgel (1566–67) der Ludgerikirche in Norden. Charakteristisch sind die reichen Verzierungen auf der jeweils mittleren Prospektpfeife in jedem Turm. Die Einzelregister zeichnen sich durch klangliche Eleganz und hohe vokale Qualität aus. Da sie auch in den verschiedenen Kombinationen ihre große Transparenz bewahren, sind sie insbesondere für die Aufführung der polyphonen Renaissancemusik einsetzbar.
Wesentlich für die weitere Entwicklung des Orgelbaus war, dass in Ostfriesland ab dem Jahr 1640 im Gottesdienst die Orgelbegleitung für den Gemeindegesang eingeführt wurde. Vorher sang die Gemeinde unbegleitet, die Orgel hatte nur liturgische Funktion. Sie spielte in größeren Kirchen im Wechsel mit dem Chor oder übernahm einzelne Orgelverse, also Bearbeitungen von Motetten, Chorälen oder Psalmen. Zum ersten Mal wird 1640 in Emden von dem Versuch berichtet, die Orgel zum bevorstehenden Weihnachtsfest gemeinsam mit der Gemeinde erklingen zu lassen, nachdem vonseiten der Gemeinde der Antrag

„ist vorgebracht – effte nicht totolaten, war viele dartoe sind gesinnet, dat ane anstaenden Festdag vor der Predigt dat Orgel mide under dat gesangh mede konne und moge gebruket worden, warup beschloten dat vorerst sulckes in dese Festdage moge versocht – worden.“

„vorgebracht wurde, ob man nicht erlauben könne, da viele dazu geneigt sind, dass am bevorstehenden Festtag vor der Predigt die Orgel mit zum Gesang eingesetzt werden könne und dürfe, woraufhin beschlossen wurde, dass solches an diesem Festtag versucht werden darf.“

Nach derartig zögerlichen Anfängen setzte sich die Orgel schnell in ihrer neuen Funktion zur Gesangsbegleitung durch, was aber eine neue Klangkonzeption erforderlich machte.

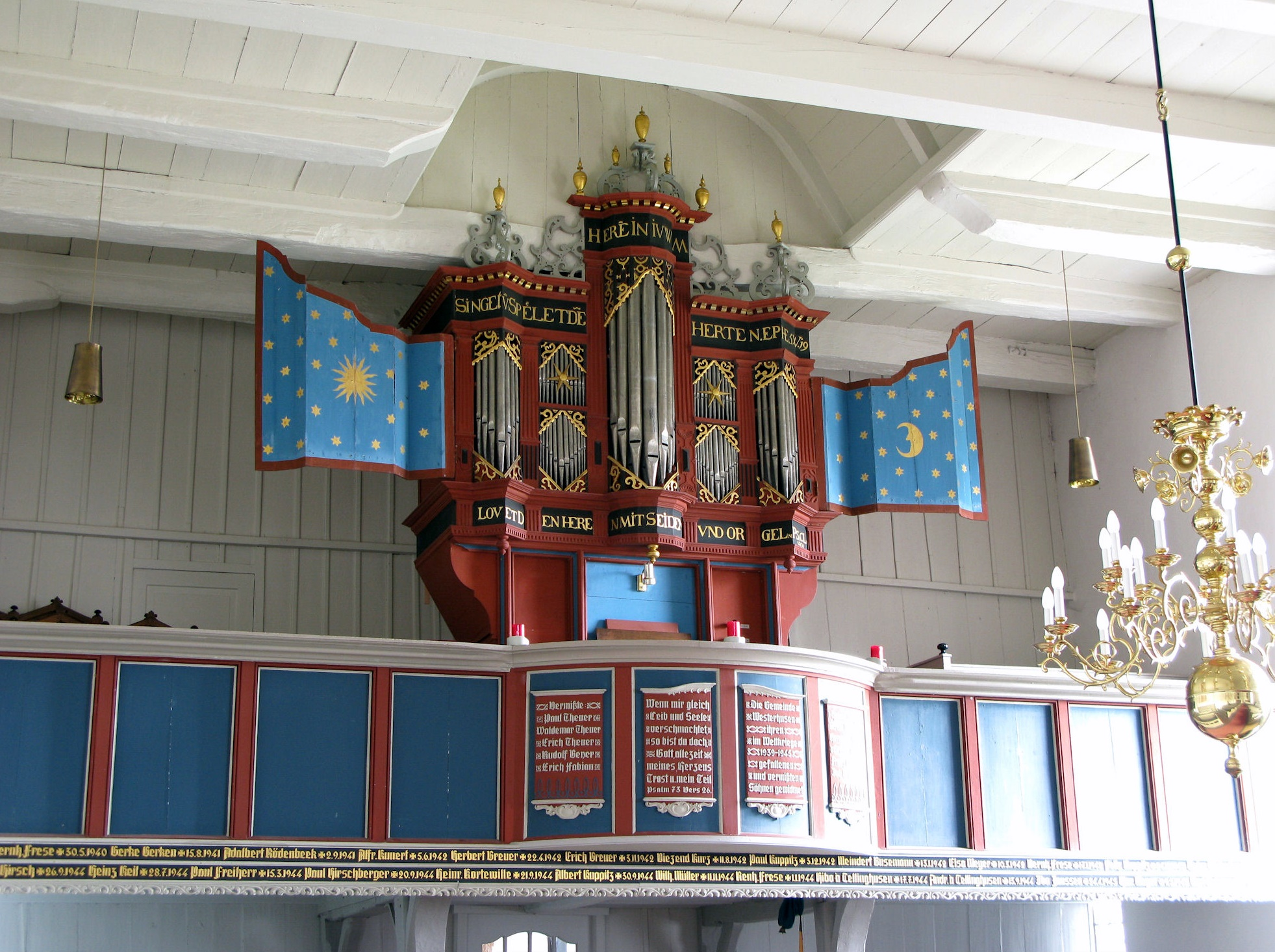
Orgel in Westerhusen

Mit ihren trotz beschränkter Disposition kräftigen Klängen wurde die Orgel in Westerhusen von Jost Sieburg (1642–43) speziell für einen starken Gemeindegesang konzipiert. Zu diesem Zweck wurde ein Großteil der Register aus der gotischen Vorgängerorgel (um 1500) hinter einem Hamburger Prospekt umgearbeitet. Die weiten, stark bleihaltigen gotischen Prinzipalregister wurden aufgeschnitten und in engerer Mensur wieder zugelötet. Das hatte verhältnismäßig breite Labien zur Folge. Kräftig und obertonreich erklingt der Vier-Fuß-Prinzipal im Prospekt. Die farbige und obertonreiche Trompete mit den offenen Kehlen und kurzen Bechern ist typisch für die Bauweise der Renaissance. Neben der Uttumer Orgel gilt sie als eines der ältesten Trompetenregister überhaupt. Die Mixtur verleiht dem Plenum einen brillanten Klang, der durch die terzenreine Stimmung noch gefördert wird. Aufgrund ihrer hochliegenden Chöre und eng mensurierten Pfeifen ist die Mixtur für die homophone Begleitung des Gemeindegesangs entworfen.

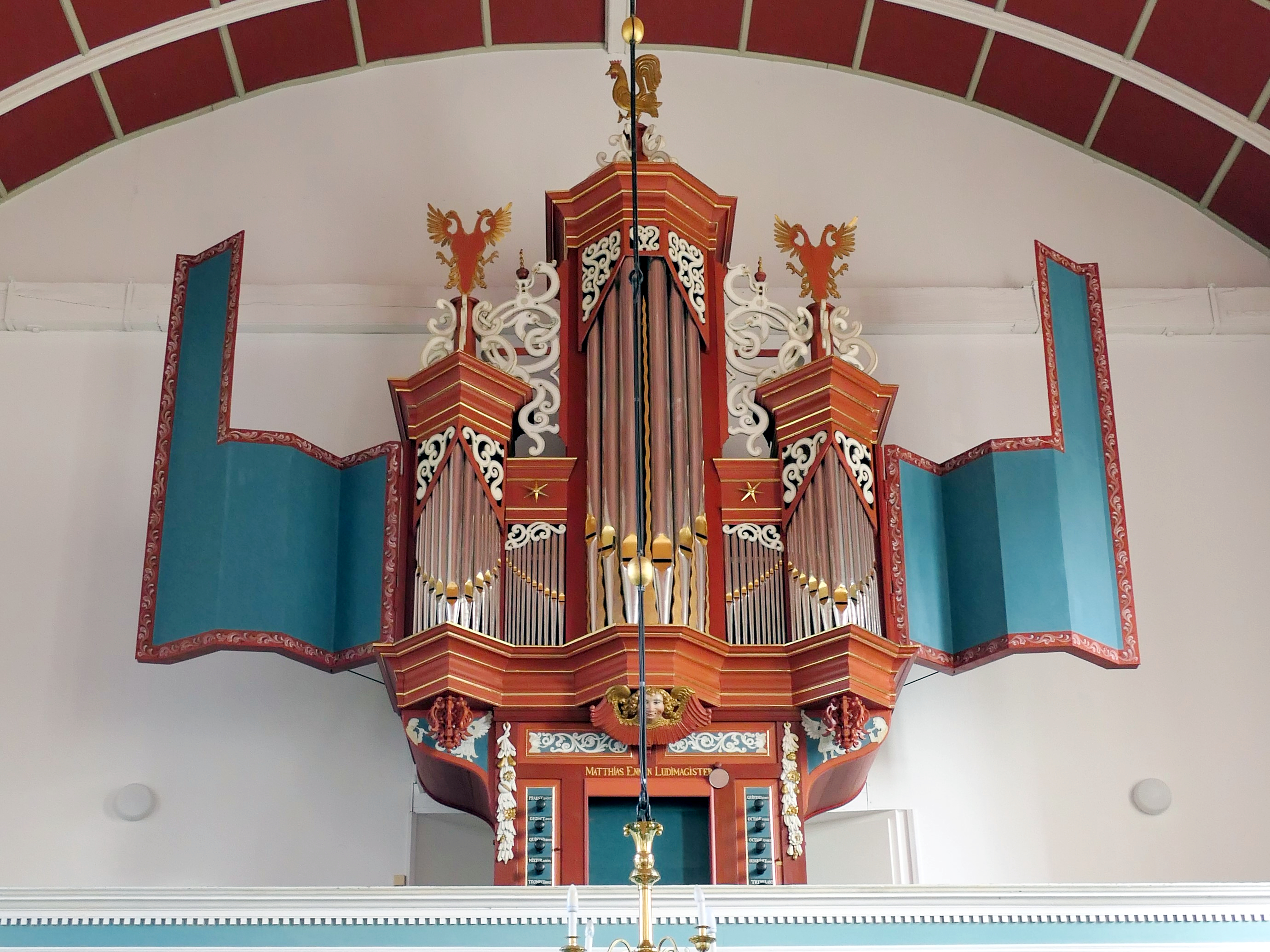
Orgel in Uttum

Die Orgel in Uttum wurde um 1660 von einem unbekannten Meister erbaut und ist ein klingendes Zeugnis für die Blüte des niederländischen Orgelbaus der Renaissance. Es wird vermutet, dass die Brüder Cornelius und Michael Slegel aus Zwolle die Erbauer waren. Der Aufbau des Gehäuses mit dem trapezförmigen Mittelturm und den beiden nebeneinander stehenden Basspfeifen in der Mitte ist typisch für den Groninger Orgelstil des 17. Jahrhunderts. Verwendet wurde Pfeifenmaterial entweder aus der Vorgängerorgel oder aus einer Orgel einer aufgegebenen Klosterkirche. Nach einer alten Tradition soll es sich um das Kloster Sielmönken handeln. Das Pfeifenwerk mit seinen singenden, vokalen Prinzipalen und den anderen farbigen Registern, die unterschiedliche Instrumentenfamilien imitieren, ist nahezu komplett original, einschließlich des Trompetenregisters, das neben der Westerhuser Orgel als eines der ältesten der Welt gilt.

### Barock
Nachdem sich Ostfriesland von den Folgen des Dreißigjährigen Krieges erholt hatte, setzte gegen Ende des 17. Jahrhunderts eine rege Orgelbautätigkeit ein, die durch die Weihnachtsflut 1717 ein abruptes Ende fand. Ab dem 18. Jahrhundert schwand allmählich der starke niederländische Einfluss auf den Orgelbau in Ostfriesland. Zum einen wirkte die Schnitgerschule fort, zum anderen erlangten ostfriesische Orgelbauer größere Selbstständigkeit.

#### Arp Schnitger
Auch Arp Schnitger aus Hamburg, mit dem der barocke Orgelbau in Nordeuropa seinen Höhepunkt erreichte, hat die Orgelkultur Ostfrieslands mitgeprägt. Schnitger vollendete das Werkprinzip mit baulich und klanglich voneinander unabhängigen Werken (Hauptwerk, in verkleinerter Form als Rückpositiv in der Emporenbrüstung, Pedal in separaten seitlichen Pedaltürmen, bei größeren Orgeln zudem Brustwerk und Oberwerk). Gegenüber den recht milden Aliquotregistern in den Werken der Spätrenaissance schuf Schnitger Orgeln mit einem brillanten Plenum und einem reichen Bestand an Zungenregistern. Andere gemischte Stimmen wie Rauschpfeife, Sesquialtera und Scharf ermöglichen eine Vielzahl an unterschiedlichen Plenumklängen. Ab etwa 1687 setzte Schnitger zunehmend homophone Mixturen mit mehrfach besetzten Chören und hoch liegenden Repetitionen ein. Das selbstständige Pedalwerk mit langbechrigen Zungen verlieh der Begleitung des Gemeindegesangs ein tragendes Fundament.

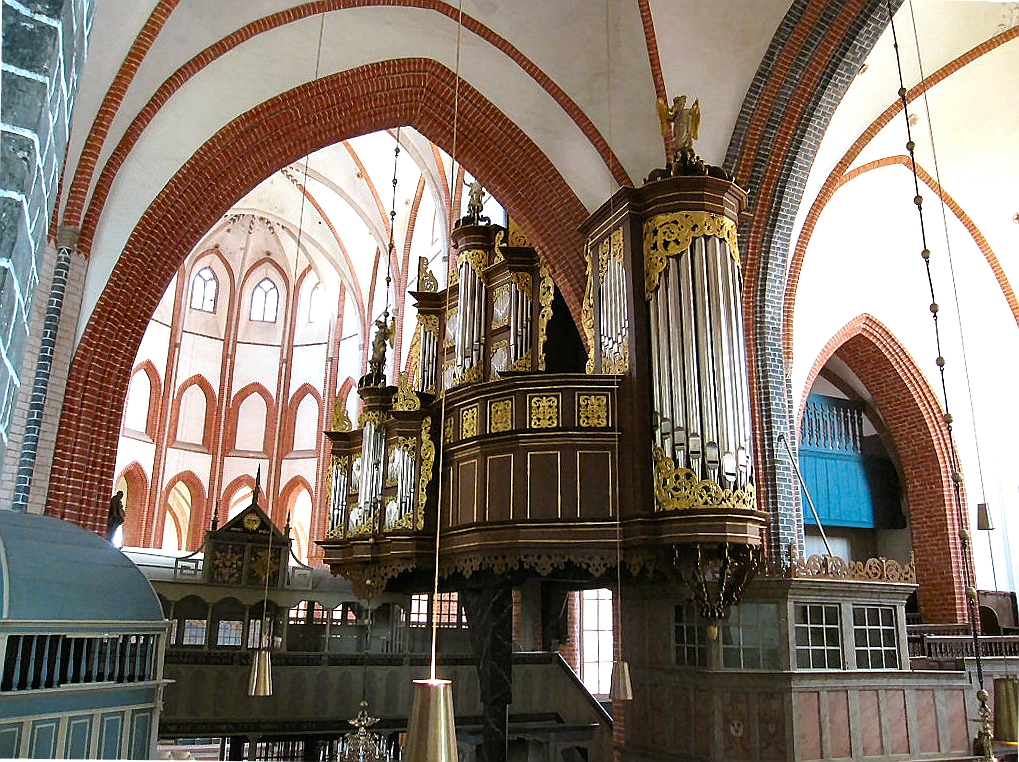
Schnitger-Orgel in Norden

In der Norder Ludgeri-Kirche (1686–88/1691–92) steht nach der Orgel in der Hamburger Jacobikirche Schnitgers zweitgrößtes erhaltenes Werk in Deutschland. Mit 46 Registern und fünf Werken auf drei Manualklaviaturen und Pedal ist es das zweitgrößte Orgelwerk Ostfrieslands. Die Orgel in Norden ist historisch und musikalisch ein Kunstwerk von internationalem Rang. Acht Register, die Schnitger von der Vorgängerorgel (Edo Evers, 1618) übernommen hat, sind noch erhalten und von besonderer Qualität. Über den Kontrakt hinaus fügte Schnitger ein Brustwerk mit sechs Stimmen und in einem zweiten Bauabschnitt (1691–92) noch ein Oberpositiv mit acht Stimmen hinzu, das an die Traktur des Brustwerks angehängt war und daher ebenfalls vom dritten Manual angespielt wird. Architektonisch genial ist die Konstruktion eines einzigen Pedalturms um den südöstlichen Vierungspfeiler mit Klangrichtung ins Hauptschiff, um den schwierigen akustischen Verhältnissen gerecht zu werden. Durch die Restaurierung durch Jürgen Ahrend (1981–85) wurde das alte Klangbild wieder konsequent hergestellt. Insbesondere seine Rekonstruktion der Prinzipale und Zungenregister gilt als meisterhaft. Die modifizierte mitteltönige Stimmung, die das pythagoreische Komma fünfteilt (statt das syntonische Komma vierzuteilen) und als Norder Stimmung bezeichnet wird, führt zu einer großen Klangreinheit und ist seitdem auch bei anderen Restaurierungen und Neubauten angelegt worden.

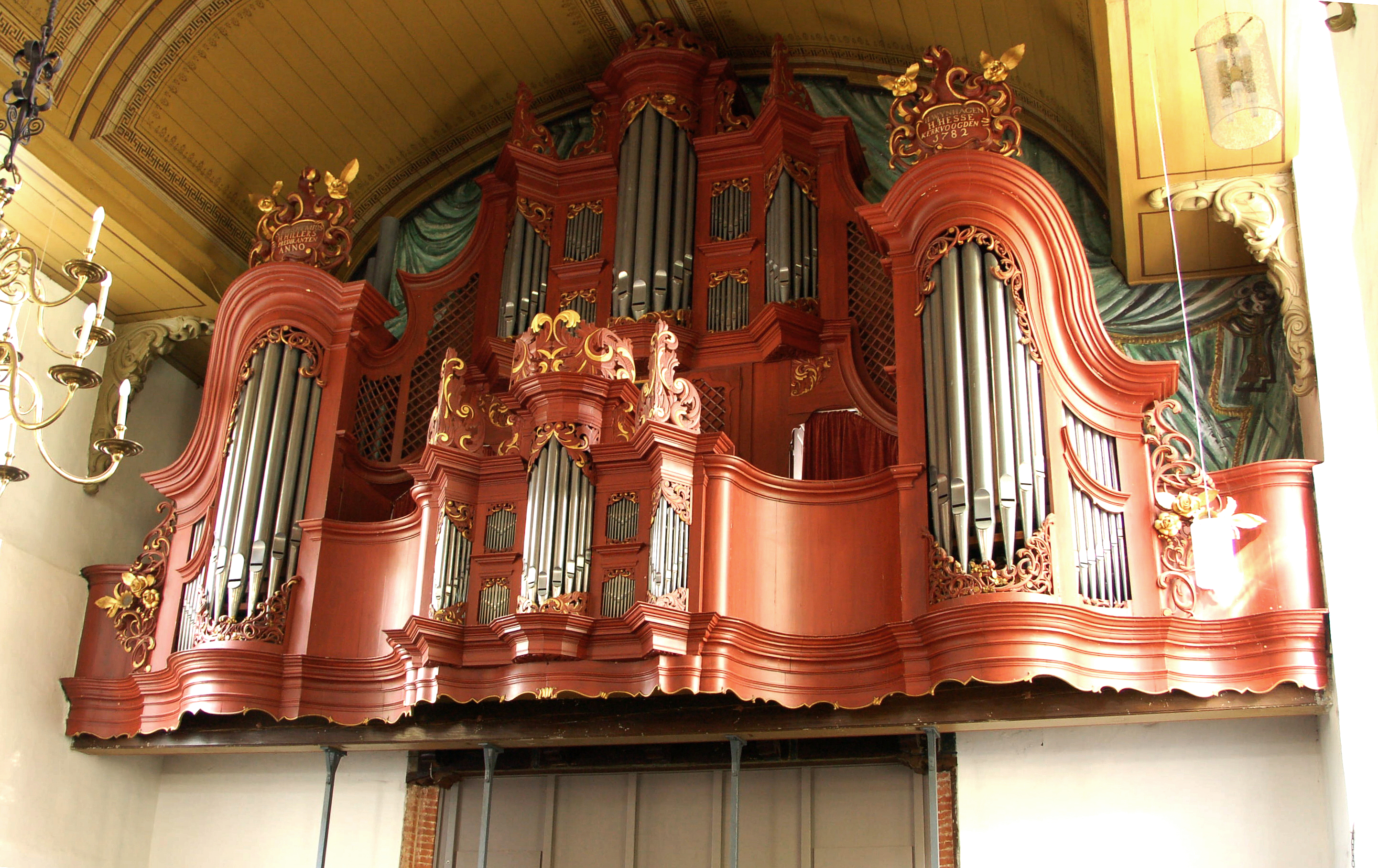
Schnitger-Orgel in Weener

Aufgrund zahlreicher Umbauten erklingen in der Orgel in Weener (1709–10) nur noch sechs Register von Schnitger. Seine heutige Gestalt erfuhr das Instrument im Jahr 1782, als Johann Friedrich Wenthin die Orgel auf eine neue Empore vor dem Chorraum setzte und seitlich Pedaltürme ergänzte. Die Orgel in Weener ist das letzte Beispiel für frei stehende Pedaltürme. Ungewöhnlich ist das äußere Erscheinungsbild durch die strenge schnitgersche Formgebung in den beiden Manualwerken einerseits und die geschwungenen Pedaltürme und die zeitgleich entstandene Emporenbrüstung im Rokokostil andererseits. In der Lutherkirche Leer und in Wittmund, St. Nicolai, wurden Schnitgers zweimanualige Orgeln aufgrund des sich ändernden Zeitgeschmacks gegen Ende des 18. Jahrhunderts vollständig durch Neubauten von Hinrich Just Müller ersetzt.

#### Schnitger-Schule

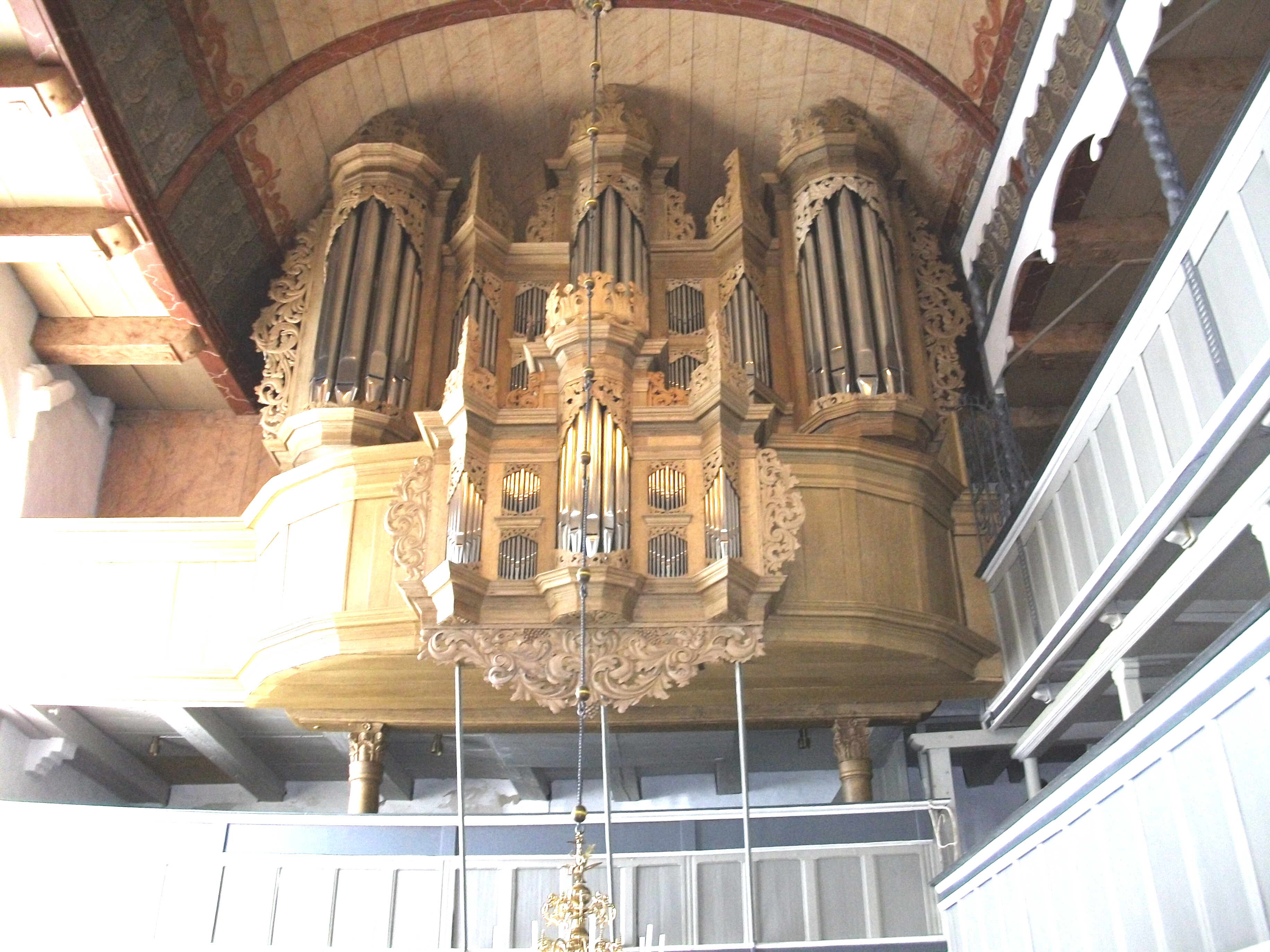
Holy-Orgel in Dornum

Zeitgleich baute der in Aurich geborene Schnitger-Schüler Gerhard von Holy die Instrumente in Dornum und in Marienhafe. Die Dornumer Orgel (1710–11) ist eine der größten Dorforgeln im norddeutschen Raum und die drittgrößte historische Orgel in Ostfriesland. Von besonderer Klangcharakteristik sind die vier originalen Holzflöten, aber auch die reichen Möglichkeiten für Plenum-Registrierungen. Die Orgel in Marienhafe (1711–13) ist die am besten und vollständigsten erhaltene Barockorgel Ostfrieslands. Sogar die Prinzipale im Prospekt, alle Aliquotregister und die Mixturen blieben über die Jahrhunderte unversehrt. Weitgehend unangetastet blieb auch die ursprüngliche Intonation. Ins Auge fallen die reichen Schnitzereien. Da das Instrument in baulicher und klanglicher Hinsicht ganz in der Tradition der Schnitger-Schule steht, wurde es lange für ein Werk von Arp Schnitger gehalten. Die farbigen Flötenstimmen weisen aber bereits auf die Klangästhetik des 18. Jahrhunderts. Die große Anzahl von möglichen Plenum-Registrierungen erklärt sich wie bei der Norder Schnitger-Orgel dadurch, dass das Instrument für die Begleitung des Gemeindegesangs konzipiert ist. Hierzu dient auch der flexible Wind der originalen Windanlage. Ab 1723 wirkte von Holy in Westfalen.
Albertus Antonius Hinsz heiratete die Witwe von Franz Caspar Schnitger und übernahm die Schnitgerwerkstatt in Groningen. Das einzige größere Orgelprojekt, das Hinsz außerhalb der Niederlande durchführte, war der Erweiterungsumbau in der Großen Kirche Leer (1763–66), der einem Neubau gleichkam. Sein Kostenanschlag für den Orgelneubau in der Großen Kirche in Emden (1747) wurde nicht angenommen. Auch Matthias Amoor aus Groningen ist mehrfach mit Arbeiten in Ostfriesland nachweisbar. So ersetzte er die gotischen Flügeltüren der Rysumer Orgel durch Ohren aus Schnitzwerk und verlieh dem Instrument auf diese Weise eine barocke Gestalt.

#### Eigenständige ostfriesische Orgelbauer

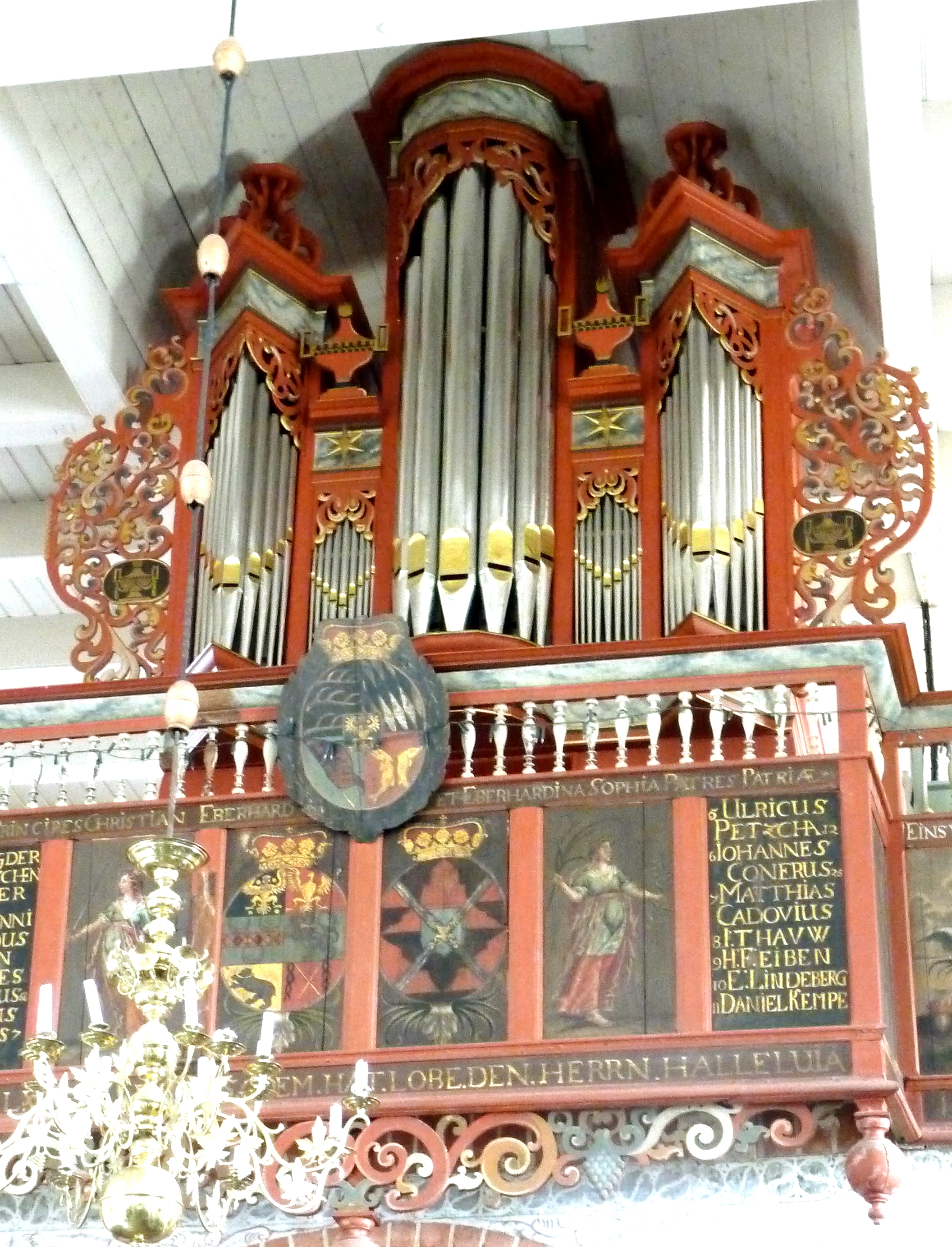
Richborn-Orgel in Buttforde

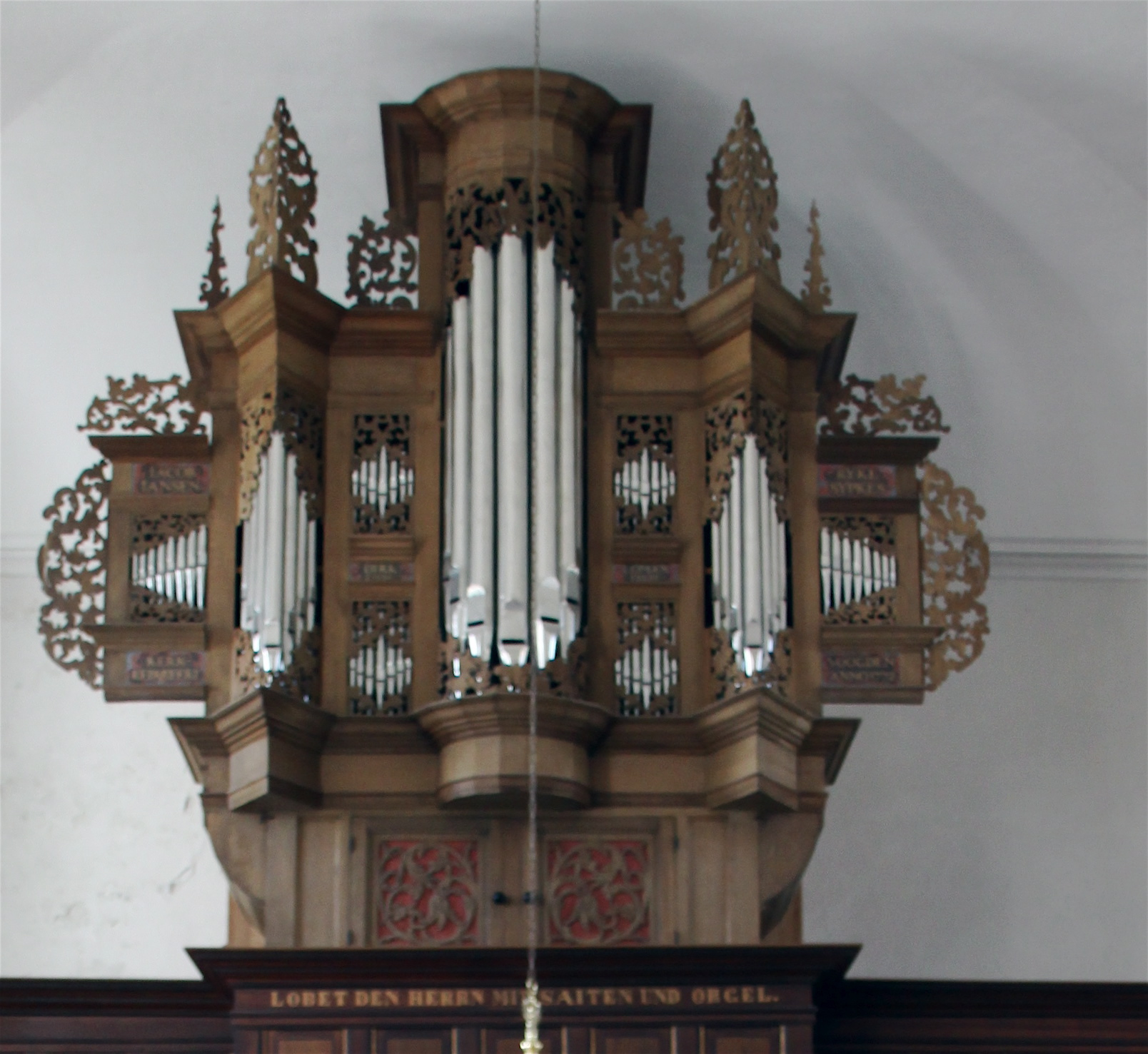
Grotian-Orgel in Pilsum

Joachim Richborn, der bedeutendste Hamburger Orgelbauer aus der Zeit Schnitgers, dessen Arbeitsfeld sich bis nach Skandinavien erstreckte, hat Orgeln in Berdum (1677) und Buttforde (1681) gebaut. Die Orgel in Buttforde ist fast vollständig unversehrt und gehört zu den wertvollsten Orgeln der Region. Wegen der nötigen Höhe für den Principal 8′ musste über der Orgel eine Aussparung in der zu niedrigen Holzdecke angebracht werden, damit das Instrument auf dem Lettner stehen konnte. Hier liegt der seltene Fall vor, dass sogar die originale Intonation mit ihrer vokalen Klangfärbung weitgehend erhalten ist und kaum Kernstiche aufweist. Insbesondere beim Principal im Prospekt ist dieser unveränderte Originalzustand für das 17. Jahrhundert nahezu ohne Parallele.
Ähnliches gilt für das Meisterwerk in Pilsum (1694), das vom Auricher Orgelbauer Valentin Ulrich Grotian stammt. Grotians Pfeifen weisen einen höheren Bleianteil auf und sind weniger fein gearbeitet als bei Schnitger. Im Oberwerk findet sich neben dem Prinzipalchor ein eigenständiger Flötenchor. Die seitlichen Blindflügel erfüllen eine dekorative Funktion und enthalten stumme Pfeifen. Weitere Werke von Grotian finden sich in Petkum (1694–99), Bensersiel (1696) und Stedesdorf (1696). Lediglich in Ostfriesland und im Jeverland konnten sich Grotian und Joachim Kayser eine gewisse Zeit durch eigenständige Werke neben ihrem Zeitgenossen Arp Schnitger profilieren. Schnitger war bemüht, im nordwestdeutschen Küstengebiet seine Orgelbau-Privilegien auszudehnen, und duldete keine Konkurrenz neben sich. Von Joachim Kayser (Jever), der verschiedene Orgeln in Ostfriesland neu baute, umbaute oder reparierte, sind nur noch in Eilsum (1710) der Prospekt und das Gehäuse erhalten.
Von seinen zwölf Orgelneubauten ist von Johann Friedrich Constabel aus Wittmund, der auch im angrenzenden Jeverland tätig war, nur ein einziges Instrument erhalten. Ursprünglich für Bargebur im Jahr 1738 gebaut, stand es 1864–1967 in Hamswehrum, um anschließend zum heutigen Standort in Jennelt überführt zu werden. Seine Orgel in Greetsiel (1738) fiel 1914 einem Neubau zum Opfer, sodass nur noch das originale Gehäuse erhalten ist. Im Jahr 1760 begann Constabel noch mit einem Neubau in Funnix; er wurde aber 1762 von Hinrich Just Müller, der Constabels Werkstatt fortführte, vollendet.

### Spätbarock und Frühklassizismus
Ab der zweiten Hälfte des 18. Jahrhunderts erlebte die Region wieder eine wirtschaftliche Blütezeit, die auch zugereisten Orgelbauern ein großes Wirkungsfeld ermöglichte. Selbst verhältnismäßig kleine Dorfkirchen legten sich teils repräsentative Orgeln zu.

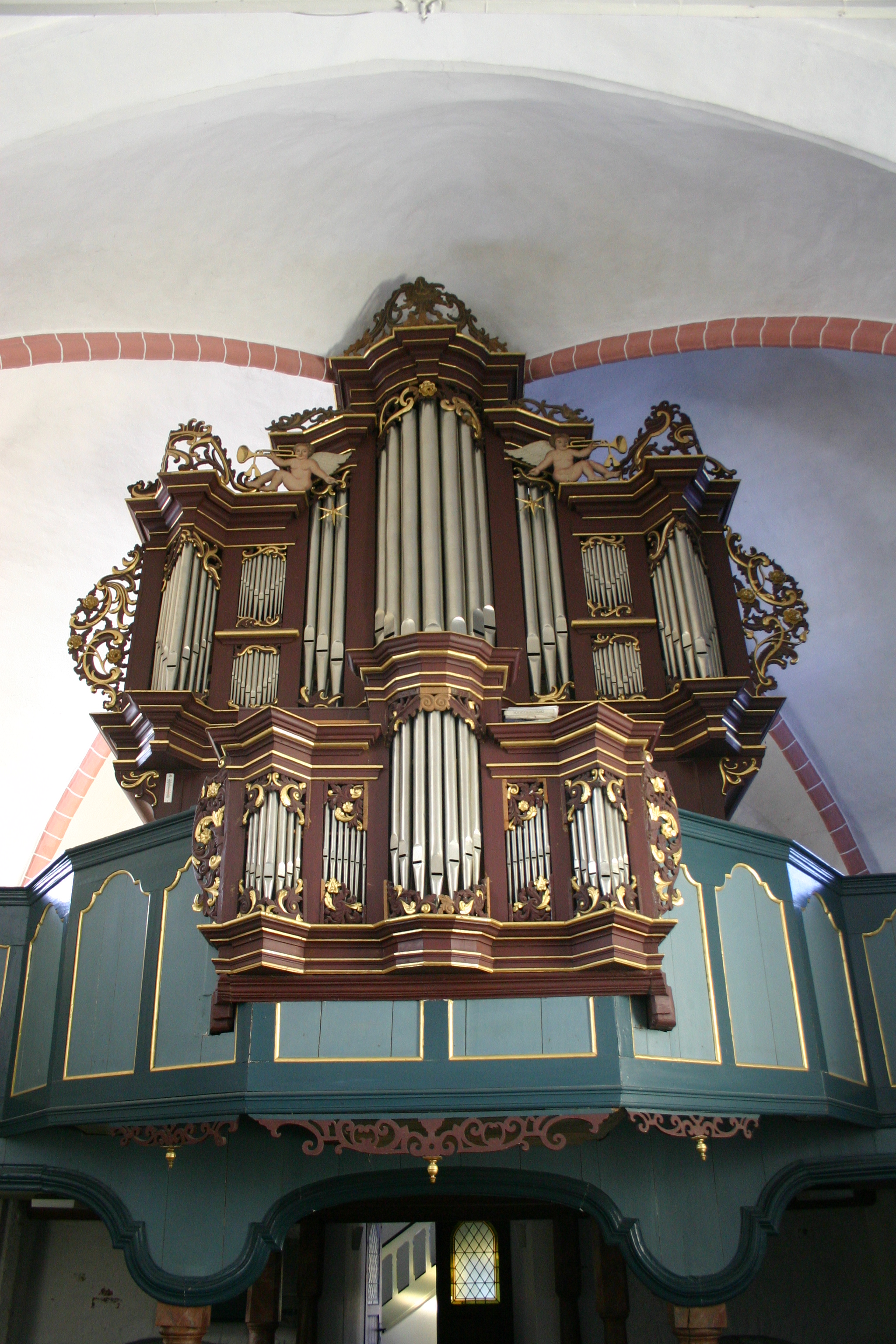
Müller-Orgel in Remels

Verschiedentlich ist im Laufe des 18. Jahrhunderts ein westfälischer Einfluss auf den ostfriesischen Orgelbau auszumachen, wodurch der Baustil Schnitgers schließlich ganz verdrängt wurde. Äußerlich ist dieser neue Stileinfluss durch viele kleine Pfeifenfelder erkennbar, die um den großen Mittelturm seitlich immer weiter abgestuft sind. Gegenüber dem fünfteiligen Prospektaufbau Schnitgers, der in der Regel von einer kurzen Oktave ausgeht und demzufolge weniger Basspfeifen benötigt, entspricht die westfälische Gestaltung den Erfordernissen der voll ausgebauten Bassoktave. Durch reichhaltiges Schnitzwerk in den Pfeifenfeldern, durch die seitlichen Ohren und das bekrönende Rankwerk auf dem Orgelgehäuse wird eine repräsentative Wirkung erzielt. In der zweiten Hälfte des 18. Jahrhunderts konkurrierten in Ostfriesland Hinrich Just Müller (Wittmund) und Johann Friedrich Wenthin (Emden) mit zahlreichen Orgelneubauten und Umbauten. Von Müller, der aus dem Osnabrücker Land stammte und 1760–1811 in über 50 Gemeinden Ostfrieslands wirkte, sind Werke erhalten in Midlum (1766), Holtrop (1772), Nortmoor (1773–75), Simonswolde (1777), Manslagt (1776–78), Carolinensiel (1780–81), Remels (1782), Middels (1784–86), Neermoor (1796–98) und Woquard (1802–04). Müllers hohe Kunstfertigkeit verband sich mit praktischem Geschäftssinn. In Remels steht die letzte ostfriesische Orgel mit einem Rückpositiv. Diese Tradition wurde erst wieder bei historisierenden Neubauten in der zweiten Hälfte des 20. Jahrhunderts aufgegriffen.
Dirk Lohman aus Emden, der an zahlreichen ostfriesischen Orgeln Reparaturen durchführte, wurde lediglich in Hage (1776–83) mit einem Neubau betraut, für den er einige Register aus dem 17. Jahrhundert verwendete. Im Jahr 1788 übersiedelte er nach Groningen, wo der Familienbetrieb über vier Generationen fortgeführt wurde.
Neben Müller übten drei weitere Orgelbauer einen westfälischen Einfluss auf die Orgellandschaft Ostfriesland aus: Christian Klausing aus Herford verfertigte 1734 bis 1737 die Orgel in Ochtersum. Johann Adam Berner aus Osnabrück baute ein kleines Instrument in Pogum (1758–59) und wurde mit Umbauten und Reparaturen ostfriesischer Orgeln betraut. Von Heinrich Wilhelm Eckmann, der ansonsten vorwiegend im Osnabrücker Land tätig war, sind die Orgeln in Amdorf (1773) und Bagband (1774–75) gut erhalten.

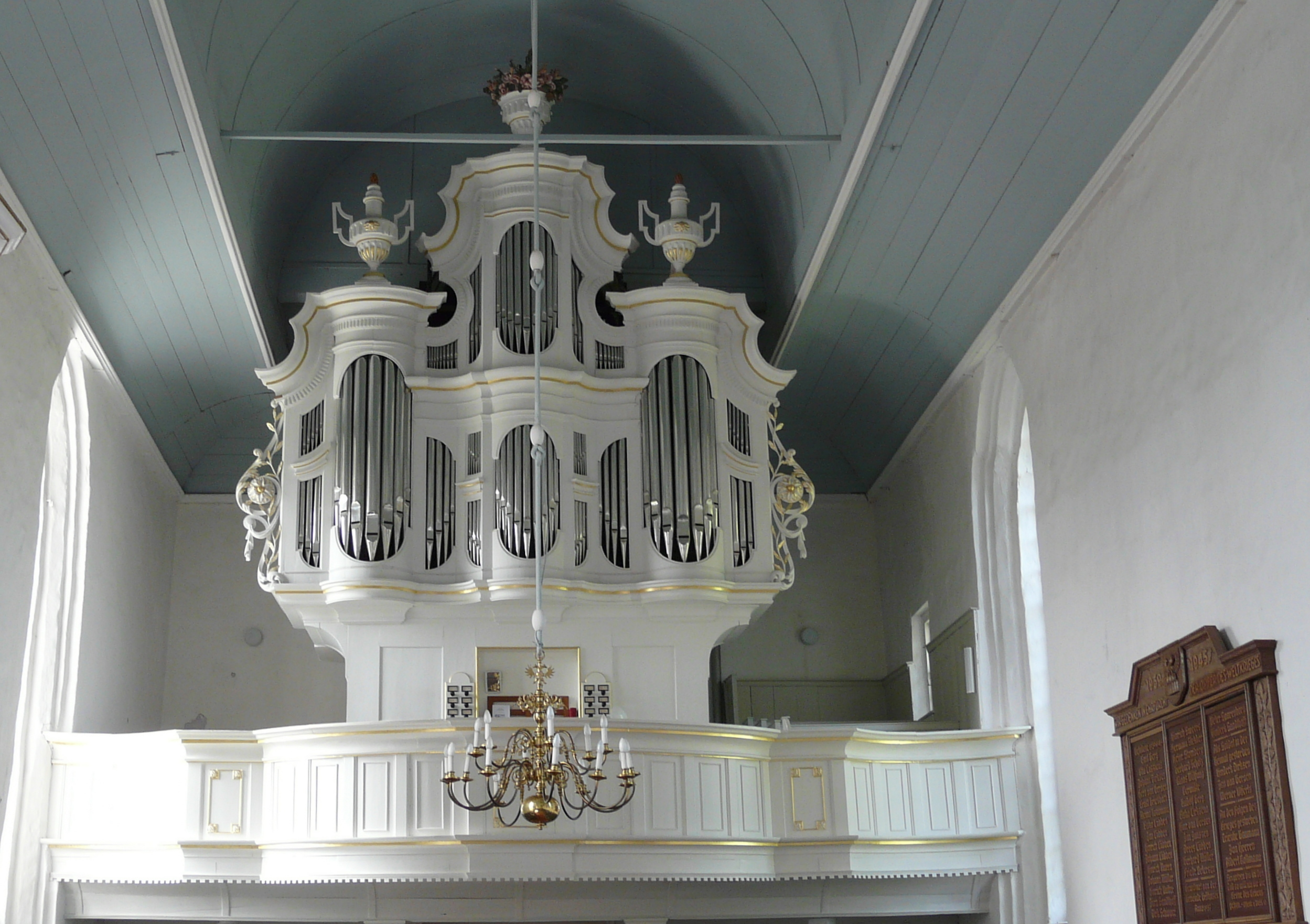
Wenthin-Orgel in Groothusen

Wenthins Klangideal war gegenüber Müller weit fortschrittlicher und stärker vom Rokoko, teils bereits vom Klassizismus geprägt. Dies ist in optischer Hinsicht an den geschwungenen Prospektformen und Deckelvasen auf dem Gehäuse erkennbar, klanglich an neuartigen Registern und der Verwendung der gleichstufigen Stimmung. Wenthins Orgel in Groothusen (1798–1801) ist das größte Orgelwerk der Krummhörn und mit ihrem innovativen Klangkonzept und vielfältigen Klangschattierungen ein Kunstdenkmal europäischen Ranges. Einzigartig sind die zarten Flötenregister aus Mahagoni, insbesondere der Traversflötenchor in Acht-Fuß-, Vier-Fuß- und Drei-Fuß-Lage. Ungewöhnlich sind aber auch die beiden geteilten Register: das labiale Cornet und die Vox angelica, ein Trompetenregister, das im Bass als Zwei-Fuß-Register und im Diskant als Acht-Fuß-Register gebaut ist. Weitere Orgeln von Wenthin, der 1774–1805 in Ostfriesland wirkte, finden sich in Backemoor (1783), wo das einzige originale Gambenregister aus dem 18. Jahrhundert erhalten ist, in Reepsholt (1788–89), in Wolthusen (1790–93) und Westerende (1793).

### Klassizismus und Romantik
Nachdem der Orgelbau in Ostfriesland im 18. Jahrhundert stark durch zugereiste Orgelbauer geprägt war, traten im 19. Jahrhundert vorwiegend ostfriesische Orgelbauerfamilien hervor. Sie führten zunächst die bisherigen Orgelbautraditionen fort, erweiterten sie allerdings um Kennzeichen der Romantik. Hierzu gehörte der flächige Verbundprospekt, der sich als Tendenz bereits im 18. Jahrhundert abzeichnete und das traditionelle Werkprinzip ablöste. In der Disposition wurden verstärkt grundtönige Register in Acht-Fuß-Lage eingesetzt, während Zungenregister und gemischte Stimmen rückläufig waren. Dass sie weiterhin verwendet wurden, liegt in dem bis heute starken Gemeindegesang der Region begründet. Schwellwerke wurden im 19. Jahrhundert nicht gebaut, wie überhaupt eine ausgeprägte romantische Phase nicht auszumachen ist. Nach einer blühenden Orgelkultur über einen Zeitraum von 500 Jahren erreichte das Niveau im ostfriesischen Orgelbau im letzten Drittel des 19. Jahrhunderts bis zur Mitte des 20. Jahrhunderts seinen Tiefpunkt, was teils den verschlechterten wirtschaftlichen Rahmenbedingungen geschuldet war. Da die Region schließlich verarmte, verfügten die Kirchen nicht über ausreichende Mittel, sich zeitgemäßere Instrumente anzuschaffen, sodass die alten Orgeln meist erhalten blieben. Die Orgelbauer waren in der ersten Hälfte des 20. Jahrhunderts überwiegend mit Wartungs- und Pflegearbeiten und kleineren Umbaumaßnahmen beschäftigt.

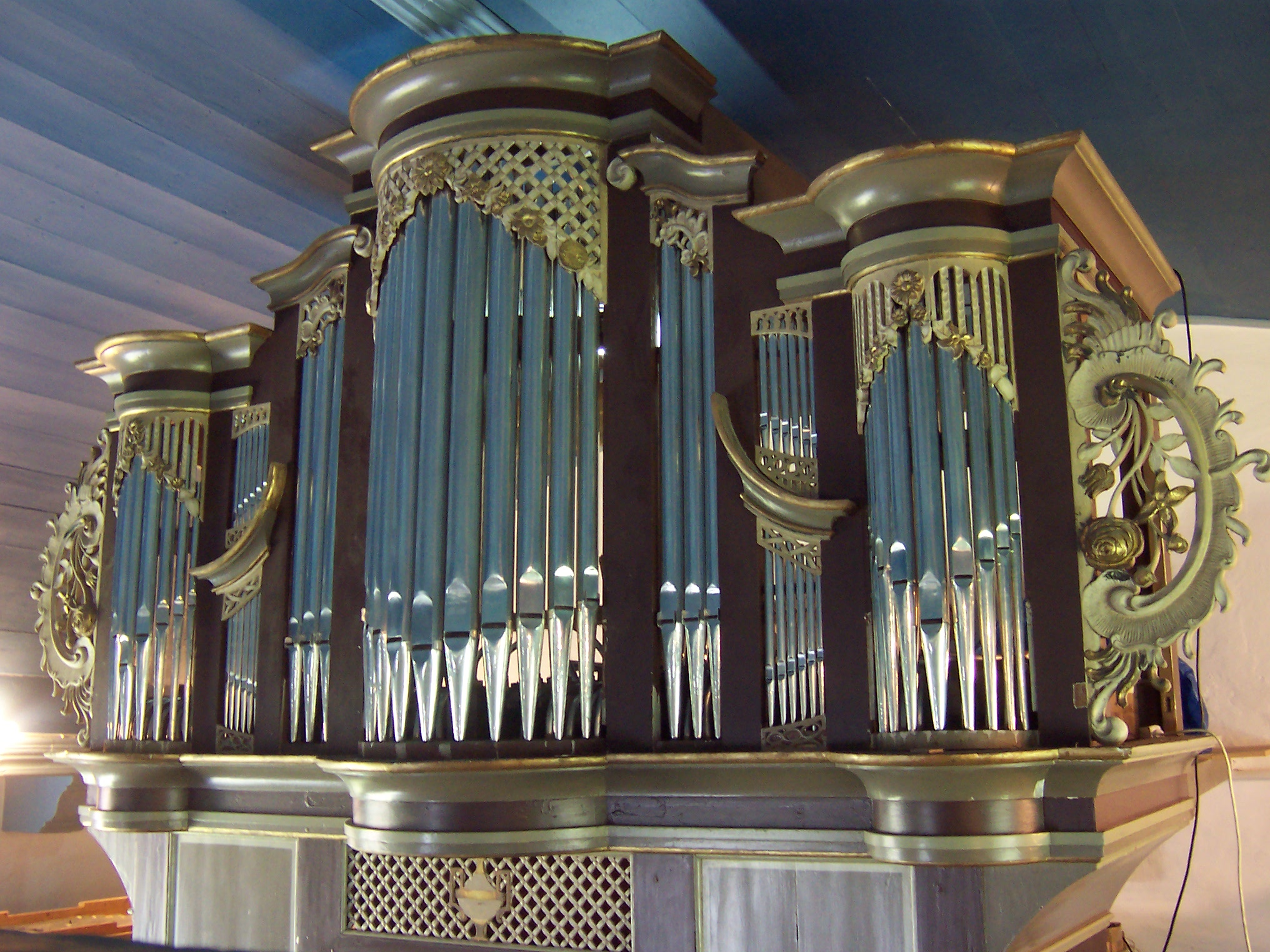
Rohlfs-Orgel in Collinghorst

Der einflussreichste ostfriesische Orgelbauer in der ersten Hälfte des 19. Jahrhunderts war Müllers Schüler Johann Gottfried Rohlfs (Esens), der in fast 60 Gemeinden Ostfrieslands tätig war und einen Familienbetrieb mit drei Generationen begründete. Von ihm sind noch Neubauten erhalten in Bangstede (1794–95), der Christuskirche Norden (1796–97), Neustadtgödens (1796–98), Barstede (1801), Veenhusen (1801–02), Holtland (1810–13), Nüttermoor (1815–16), Wiesens (1820–22), Böhmerwold (1828), Roggenstede (1827–33) und Collinghorst (1838). Seine Werke weisen farbige Klänge auf und sind dem Vorbild seines Lehrers verpflichtet. Sein Sohn Arnold Rohlfs stand wie sein Vater in dieser barocken Orgeltradition und baute bis etwa 1860 vorwiegend kleine Dorforgeln mit einem Manual und angehängtem Pedal in traditioneller Weise, die sich jedoch bereits durch verschiedene romantische Elemente auszeichneten. Danach entwickelte Arnold Rohlfs einen eigenen Orgelstil, indem er Instrumente ganz ohne Aliquotregister und Mixturen konzipierte. Sein größtes Werk mit 30 Registern befindet sich in der Magnuskirche in seiner Vaterstadt Esens (1848–60) und ist fast unverändert erhalten. Zugleich ist es die größte Orgel Ostfrieslands aus dem 19. Jahrhundert. Andere Orgeln aus seiner Werkstatt, die weitgehend unverändert blieben, stehen in Westerholt (1841–42), Siegelsum (1842–45), Fulkum (1860–66) und Holtgaste (1864–65).

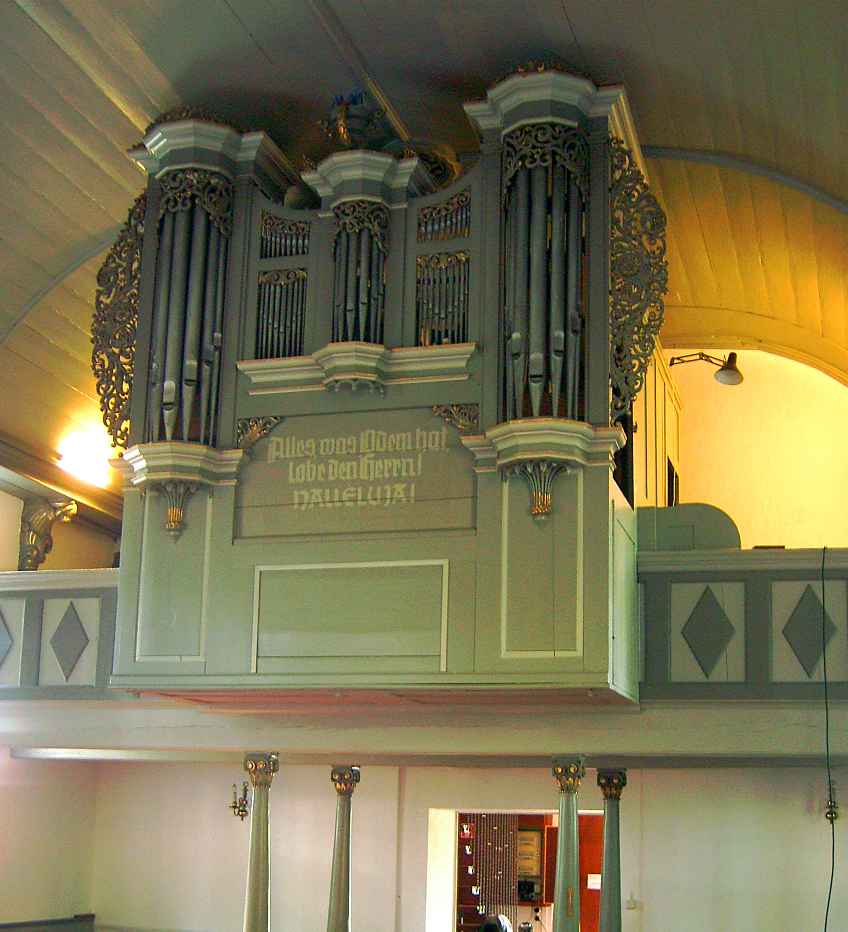
Janssen-Orgel in Grotegaste

Neben Rohlfs waren die Familienbetriebe von Gerd Sieben Janssen und Wilhelm Eilert Schmid in Ostfriesland tätig, die das Niveau von Müller und Wenthin aber nicht mehr halten konnten. Janssen (Aurich) erlernte bei Johann Gottfried Rohlfs den Orgelbau und stand in Kontinuität zu den barocken Prinzipien des Orgelbaus. Da Janssen beim Umbau der Larrelter Orgel einige alte Register der Vorgängerorgel von Johannes Millensis (1618–19) wiederverwendete, blieben diese bewahrt und lassen noch die ursprünglichen Renaissance-Klänge hörbar werden. Schmid baute fast ausschließlich kleinere, einmanualige Dorforgeln und betätigte sich ansonsten vor allem durch Wartungen und Umbauten von Orgeln. Die verschiedenen Linien der Orgelbauerfamilie Schmid waren teils über mehrere Generationen in Ostfriesland, im Oldenburger Land und im Osnabrücker Land tätig.
Wilhelm Caspar Joseph Höffgen stand in Emden in der Tradition Wenthins, schuf aber nur zwei Neubauten. Sein Instrument in Emden-Uphusen (1836–39) weist mit der in Einzelregister aufgeteilten Mixtur italienische Elemente auf. Ebenso wie sein kleines Werk in Freepsum ist es fast vollständig erhalten. Als letzter ostfriesischer Orgelbauer trat Johann Diepenbrock in Erscheinung; er schuf in Wymeer (1888) und Werdum (1897–98) Werke mit mechanischer Kegellade. Während die meisten seiner Orgelgehäuse neogotisch gestaltet sind, orientiert sich der fünfteilige Prospekt in Werdum in historisierender Weise an der Vorgängerorgel von Valentin Ulrich Grotian (um 1690).

### 20. und 21. Jahrhundert

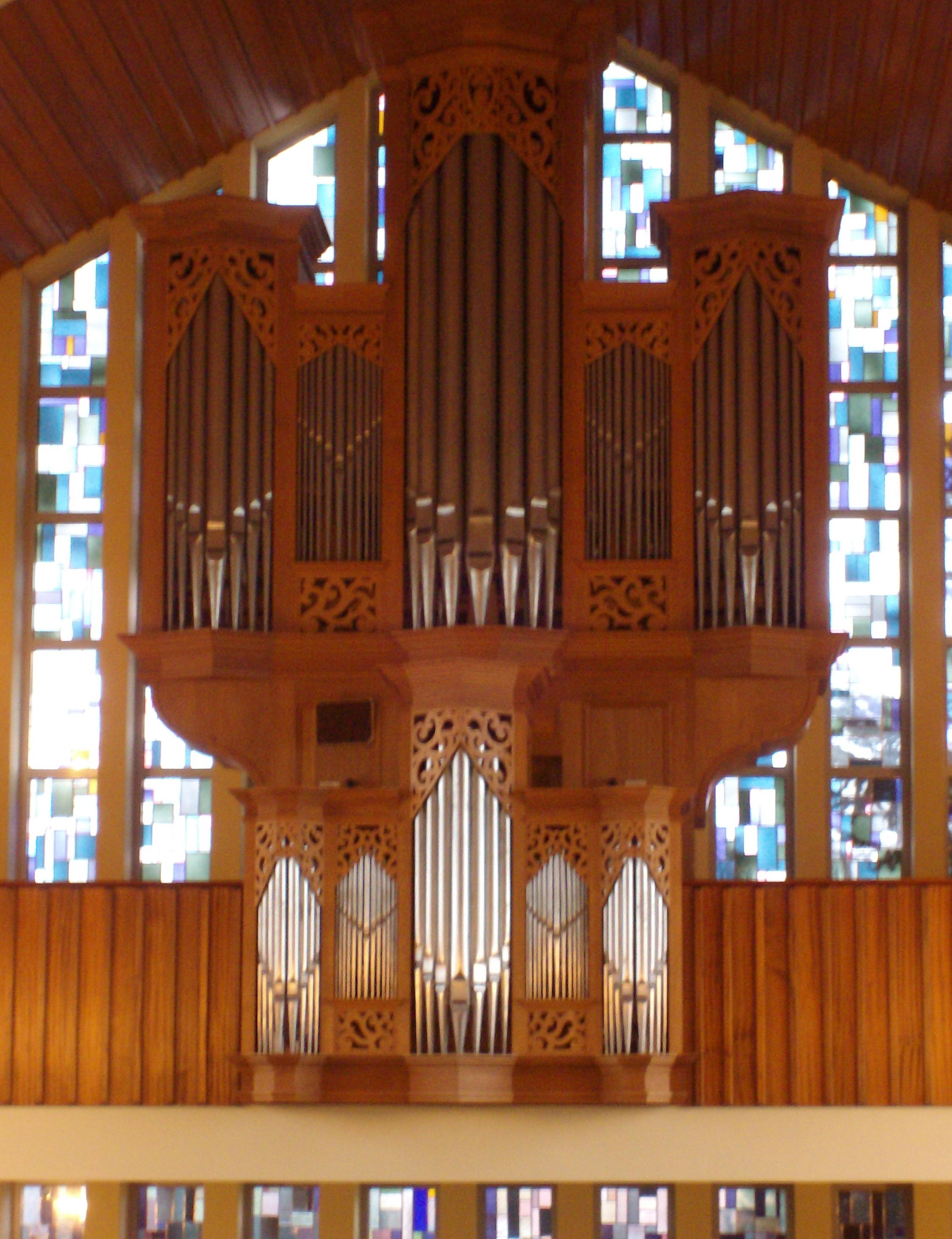
Führer-Orgel in Bunde (Altref. Kirche)

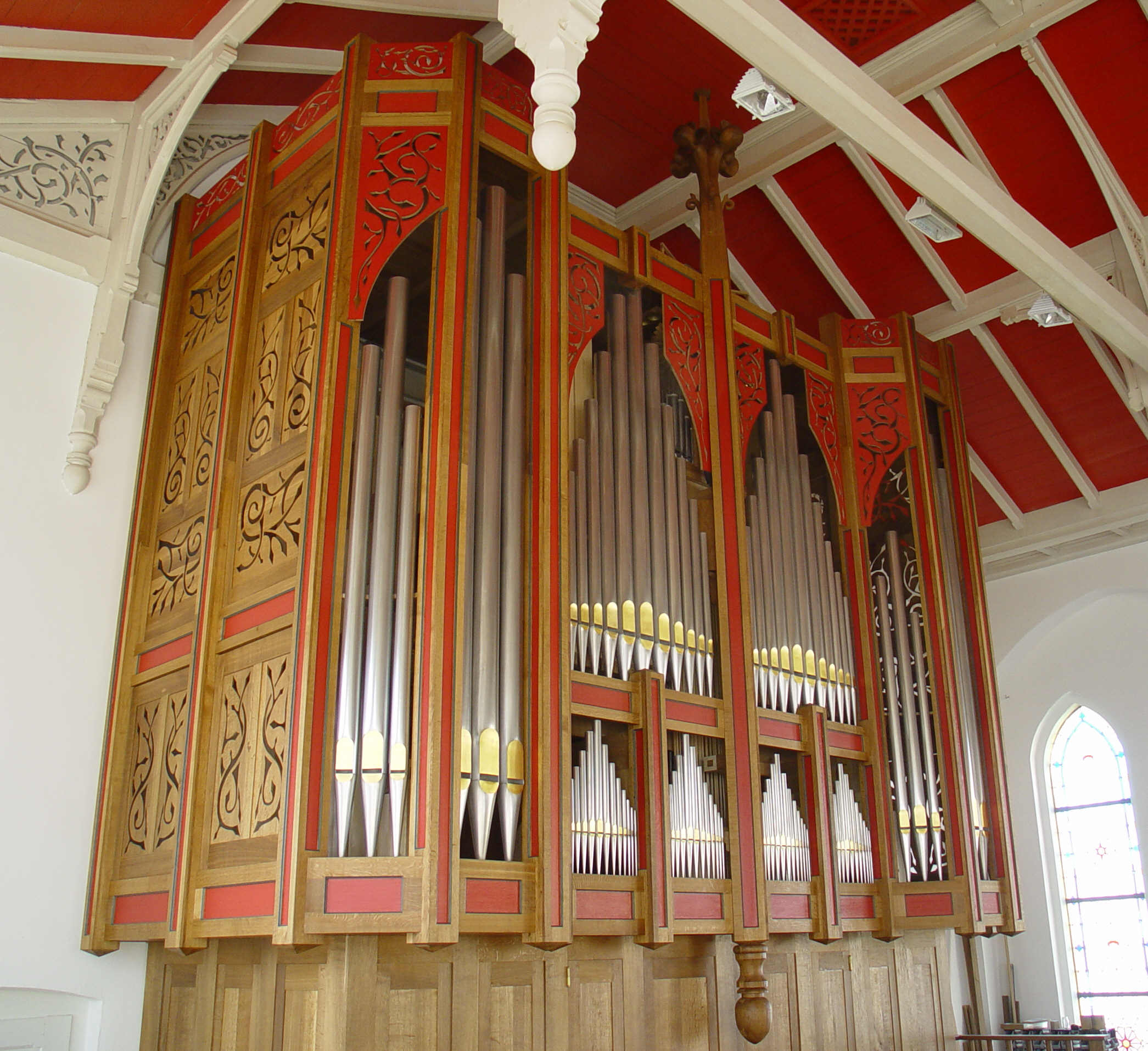
Kirschner-Orgel der ev. Inselkirche auf Norderney

In der ersten Hälfte des 20. Jahrhunderts hatte Ostfriesland keine selbstständigen Orgelwerkstätten mehr. Stattdessen führten Einzelpersonen wie Max Maucher und Karl Puchar Wartungen und kleinere Modernisierungen durch. Der industrielle Orgelbau, der vorwiegend pneumatische Orgeln baute, blieb ohne großen Einfluss. Pneumatische Orgeln, wie sie in der Norder Mennonitenkirche (1900), in Weenermoor (1906) und Etzel (1928) anzutreffen sind, waren in Ostfriesland die Ausnahme. Einige größere pneumatische Werke in Aurich und Leer blieben nicht erhalten oder wurden wie das Orgelwerk von Friedrich Klassmeier in der Großen Kirche in Emden (1927), das mit 51 Registern 16 Jahre lang die größte Orgel Ostfrieslands war, im Zweiten Weltkrieg zerstört.
Zu Beginn des 20. Jahrhunderts erhielt die Orgelbewegung wichtige Impulse durch den reichen Bestand historischer Orgeln in Nordwestdeutschland. Hier spielte die Schnitger-Orgel in Norden eine bedeutende Rolle; sie wurde auf Initiative von Christhard Mahrenholz als eine der ersten Orgeln unter Denkmalschutz gestellt.
Kaum zu überschätzen ist die Arbeit des führenden Orgelbauers Jürgen Ahrend, der sich 1954 in Leer-Loga selbstständig machte und bis 1971 eine Kooperative mit Gerhard Brunzema bildete. Seine vorbildlichen Restaurierungen und Neubauten haben weltweit Aufsehen erregt und im Orgelbau vielfach eine Rückkehr zu den traditionellen handwerklichen Prinzipien und den klassischen Klangidealen des Orgelbaus bewirkt. Einflussreiche Neubauten von Ahrend (und Brunzema) finden sich beispielsweise in der Lambertikirche Aurich (1960–61) und der Lutherkirche Leer (2002). Seit 2005 wird die Firma von seinem Sohn Hendrik Ahrend fortgeführt. Fünf weitere Orgelbauer betreiben ihre Werkstätten in Ostfriesland, sind aber auch überregional tätig: Bartelt Immer (Norden), Regina Stegemann (Tannenhausen), Jürgen Kopp (Emden/Tannenhausen), Martin ter Haseborg (Uplengen) und Harm Dieder Kirschner (Stapelmoor). Um den Erhalt und die Restaurierung historischer Orgeln in Ostfriesland hat sich auch die Firma Alfred Führer (Wilhelmshaven) verdient gemacht, die ebenfalls weit beachtete Neubauten errichtet hat, wie die Orgel in Bunde (1980). Nach der Insolvenz der Firma gründeten ehemalige Mitarbeiter den Ostfriesischen Orgelservice (Wiesmoor), der sich auf Reparatur- und Wartungsdienste konzentriert.
Ergänzt wird die Orgellandschaft durch die originalgetreue Replik der Louis-Alexandre-Clicquot-Orgel (Houdan, 1734) in Stapelmoor (1997), der ersten Orgel Deutschlands in konsequent barock-französischem Stil, sowie durch eine englische Orgel von Joseph William Walker (1844), die sich seit 2007 in Jemgum befindet. Dreimanualige Neubauten mit Schwellwerk zur Darstellung spätromantischer und französisch-symphonischer Musik stehen in der Emder Martin-Luther-Kirche (Rudolf von Beckerath, 1995) und in der Evangelischen Inselkirche auf Norderney (Kirschner, 2008) bereit.

## Erschließung für die Öffentlichkeit

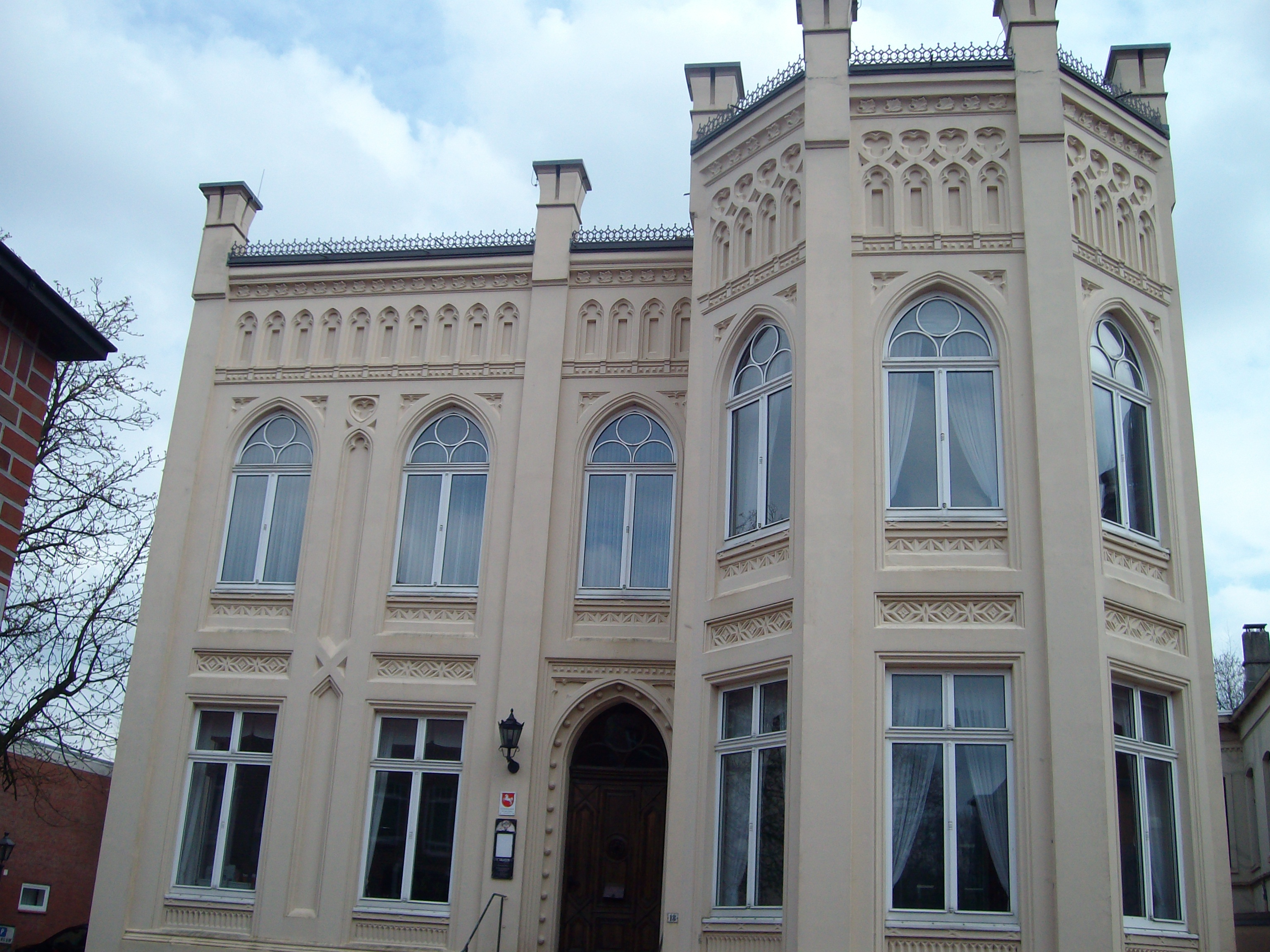
Organeum in Weener

Wesentliche Impulse für die Förderung der Orgellandschaft gingen vom Dollart-Festival (1981–2003) und der Arbeit der Norddeutschen Orgelakademie aus (ab 1977 in Bunderhee, heute in Verbindung mit der Hochschule für Künste Bremen), die beide von Harald Vogel gegründet und geleitet wurden. Vogels Radio- und CD-Aufnahmen sowie seine Publikationstätigkeit haben die ostfriesischen Orgeln bekanntgemacht und Organisten und Orgelbauer aus aller Welt angezogen. Multiplikatorische Wirkung hatten seine internationalen Meisterkurse mit dem Konzept, die Orgelliteratur der Gotik, Renaissance und des Barock auf den jeweiligen Originalinstrumenten in historischer Spielweise (mit alten Fingersätzen) zur Darstellung zu bringen. Heute ist das Organeum mit der Orgelakademie Ostfriesland in Weener unter Leitung von Winfried Dahlke das wichtigste Orgelzentrum zur Erforschung und Förderung der regionalen Orgelkultur und bietet neben Konzerten auch Orgelexkursionen und die Möglichkeit zur wissenschaftlichen organologischen Forschung an.
Alljährlich werden in der St. Ludgerikirche Norden, der Lutherkirche und der Großen Kirche in Leer, der Georgskirche Weener und in Dornum Konzertreihen veranstaltet. Seit 2001 hat sich der Krummhörner Orgelfrühling etabliert. Auch im Rahmen des überregional bekannten Festivals Musikalischer Sommer in Ostfriesland (seit 1985) finden Orgelkonzerte statt.

## Aufnahmen/Tonträger
- Die Ahrend-Orgel der Lutherkirche zu Leer. 2005. Amb 96869 (Wolfgang Zerer)
- Dietrich Buxtehude: Orgelwerke. Vol. 5. 1993. MD+G L 3425 (Harald Vogel in Pilsum, Buttforde, Langwarden, Basedow, Groß Eichsen).
- Harald Vogel spielt 12 Orgeln in Ostfriesland. Edition Falkenberger. 2017, ISBN 978-3-95494-136-0 (Werke von C. Paumann, J.P. Sweelinck, H. Scheidemann, G. Böhm, C.P.E. Bach)
- Die Holy-Orgel der Marienkirche zu Marienhafe. 2001. Amb 97829 (Martin Böcker).
- Les plus belles orgues. 1994. Analekta Classics, AN 28216-7, 2 CD (Antoine Bouchard in Rysum, Osteel, Steinkirchen, Mittelnkirchen, Ganderkesee, Westerhusen, Dedesdorf).
- Orgelland Ostfriesland. 1989. Deutsche Harmonia Mundi, HM 939-2 (Harald Vogel in Norden, Uttum, Rysum, Westerhusen, Marienhafe, Weener).
- Orgellandschaften. Folge 4: Eine musikalische Reise zu acht Orgeln der Region Ostfriesland (Teil 1). 2013, NOMINE e. V., LC 18240 (Thiemo Janssen in Rysum, Osteel, Westerhusen, Marienhafe, Dornum und Agnes Luchterhandt in Uttum, Pilsum, Norden)
- Orgellandschaften. Folge 6: Eine musikalische Reise zu acht Orgeln der Region Ostfriesland (Teil 2). 2 CDs, 2016, NOMINE e. V. (Winfried Dahlke in Buttforde, Weener, Esens, Groothusen, Midlum, Böhmerwold, Manslagt, und Backemoor mit Werken von J.S. Bach, D. Buxtehude, G. Böhm, J.L. Krebs, J.A. Holzmann, C.P.E. Bach, F. Mendelssohn u. a.).
- Orgeln in Ostfriesland. Vol. 1. 1996. Organeum OC-09601 (Harald Vogel in Osteel, Buttforde, Neermoor, Veenhusen, Groothusen).
- Orgeln in Ostfriesland. Vol. 2. 1997. Organeum OC-09602 (Harald Vogel in Rysum, Uttum, Norden, Marienhafe).
- Orgels in de eems-dollard regio. Vol. 1. 1999. VLS VLC 0599 (Peter Westerbrink in Dornum).
- Orgels in de eems-dollard regio. Vol. 2. 2003. VLS VLC 0302 (Peter Westerbrink in Marienhafe).
- Vorbilder und Entwicklungen. Orgelmusik von Sweelinck bis Bach. 2006. Ambiente, ACD-1023 (Ingo Bredenbach in Hinte).
- Jacob Praetorius: Motets & Organ Works. 1996. CPO 999215-2 (Harald Vogel in Osteel).
- Thomas Tomkins: Complete Keyboard Music. Vol. 4. 1996. MD+G 6070706 (Bernhard Klapprott in Uttum).
- Diskografie der Schnitgerorgeln in Norden u. Weener
- Orgeln Ostfrieslands 1. 2005. Ostfriesland-Filme. DVD (Geschichte und Klangbeispiele der Orgeln in Norden, Rysum, Hage, Victorbur, Strackholt, Riepe, Hinte, Dornum, Westerholt und Groothusen)